# Benjamin T. Biggs
Benjamin Thomas Biggs, född 1 oktober 1821 i Cecil County i Maryland, död 25 december 1893 i Middletown i Delaware, var en amerikansk demokratisk politiker. Han var ledamot av USA:s representanthus 1869–1873 och Delawares guvernör 1887–1891.
Biggs studerade vid Wesleyan University och var verksam inom jordbrukssektorn. Han efterträdde 1869 John A. Nicholson som kongressledamot och efterträddes 1873 av James R. Lofland. År 1887 efterträdde Biggs Charles C. Stockley som guvernör och efterträddes 1891 av Robert J. Reynolds. Biggs avled 1893 och gravsattes på Bethel Cemetery i Chesapeake City.